# Stolnik
Stolnik (av ryska: stol, "bord"), hovmästare, särskilt överhovmästare hos de forna ryska tsarerna.